# Đảo Turn
Đảo Turn là một đảo thuộc quần đảo San Juan, tọa lạc phía bắc eo biển Puget, tiểu bang Washington, Hoa Kỳ.
Đảo được nhà thám hiểm Charles Wilkes, và ông nghĩ nó là một phần của đảo San Juan, nên ông gọi là Salisbury, đó là tên của một thủy thủ trong đoàn. Năm 1858 người Anh phát hiện ra rằng nó thực sự là một hòn đảo với những tảng đá nguy hiểm tách biệt khỏi đảo San Juan, và họ đã lấy tên Turn Rock để gọi.

## Liên kết
- Turn Island moorage Lưu trữ ngày 23 tháng 9 năm 2006 tại Wayback Machine, Washington State Parks